# El que queda a l'andana
El que queda a l'andana (títol original en anglès, What Remains) és una sèrie de televisió dramàtica britànica que es va emetre per primera vegada a BBC One el 25 d'agost de 2013. L'últim episodi es va emetre el 15 de setembre de 2013. Va ser escrita per Tony Basgallop i dirigit per Coky Giedroyc. Es va doblar al valencià per a À Punt, que la va emetre el 25 de desembre de 2023.

## Repartiment

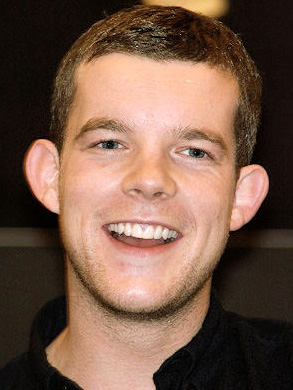
Russell Tovey interpreta Michael Jenson.

### Repartiment principal
- Alex Arnold com a Adam Moss
- David Bamber com a Joe Sellers
- Claudie Blakley com a Patricia Keenan
- Denise Gough com a Liz Fletcher
- Jessica Gunning com a Melissa Young
- Victoria Hamilton com a Peggy Scott
- Steven Mackintosh com a Kieron Moss
- Amber Rose Revah com a Vidya Khan
- David Threlfall com l'inspector Len Harper
- Russell Tovey com a Michael Jenson
- Indira Varma com Elaine Markham

### Repartiment secundari
- Lisa Millett com a Alice Yapp
- Daniel Godward com a Jerry Harper
- Martha Mackintosh com a Peri
- Michael Colgan com a Richard Webb
- Ziggy Heath com a Alex Harper
- Terence Beesley com l'inspector en cap Burrows
- Michael Webber com a Frank

## Producció
Quan Tony Basgallop era a Los Angeles, va entendre la importància de tenir una trama que es pogués reduir a tres o quatre episodis. El que queda a l'andana va ser la primera història de misteri que va escriure; anteriorment, havia passat la major part de la seva carrera evitant els drames detectivescos. Va comentar que "la clau per escriure i repartir El que queda a l'andana ha estat garantir que tinguéssim la química adequada entre els personatges".

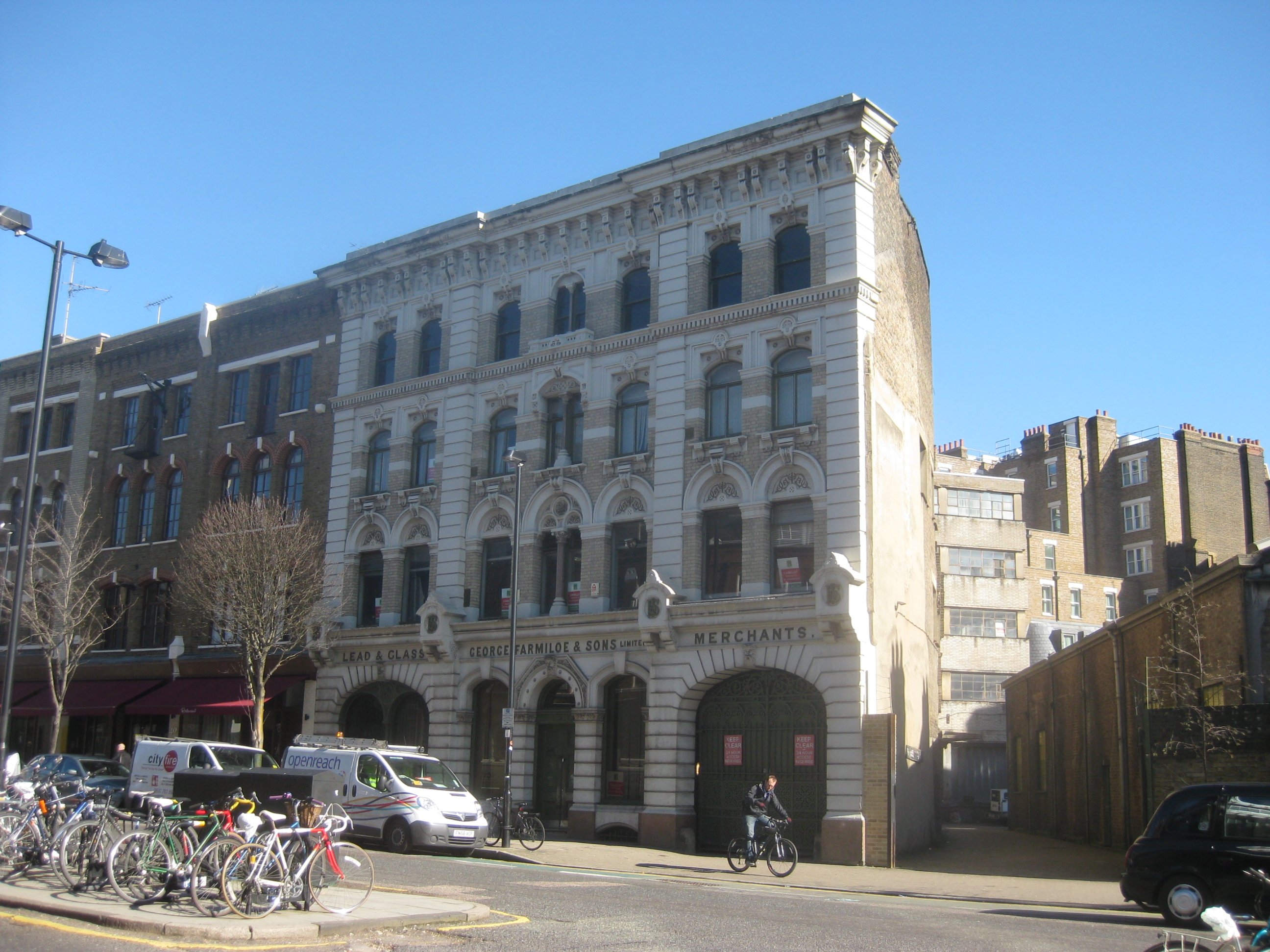
El Farmiloe Building a Clerkenwell (Londres).

Lisa Marie Hall, la dissenyadora de producció d'El que queda a l'andana sabia que la casa on es va muntar la sèrie de quatre parts seria "un personatge fonamental, tan amenaçador i incòmode com els seus habitants" quan va llegir el guió per primera vegada, i el va dissenyar "per a assegurar-se que el públic mai no pugui veure la imatge sencera". El seu equip va construir tot el conjunt a Ealing Studios i Wimbledon Studios perquè volia "el control total de la disposició i el detall arquitectònic de la casa i cap ubicació ens permetia aquesta llibertat". L'exterior de la casa es troba al parc Eliot a Lewisham. El Farmiloe Building de Clerkenwell també es va utilitzar a El que queda a l'andana.
Indira Varma, que interpreta la dissenyadora gràfica Elaine Markham, es va tallar els seus rínxols foscos per al paper i va dir que "aconseguir l'estil correcte era crucial per donar vida a Elaine". Va utilitzar Pinterest per imaginar com seria el pentinat d'un dissenyador gràfic. David Threlfall, que interpreta Len Harper, també va passar per la perruqueria després d'interpretar Frank Gallagher a Shameless. L'actor va dir que no hi havia gaire diferència entre interpretar Frank Gallagher i Len Harper. També va afegir: "la part d'en Len va caure literalment a la meva falda i em va agradar. Hauria estat groller rebutjar-la".
Alex Arnold, que interpreta Adam Moss, va dir que no va arribar a conèixer a tots els membres del repartiment, cosa que va pensar que era estrany. La sèrie de quatre parts va trigar 10 setmanes a filmar-se.
El novembre de 2011, la BBC va anunciar El que queda a l'andana i va destacar el seu compromís amb el drama britànic original. Els serveis de postproducció de la sèrie van ser proporcionats per Technicolor SA.
El desembre de 2013, es va anunciar que Sveriges Television havia obtingut El que queda a l'andana.
El que queda a l'andana va ser nominada a la categoria de drama dels National Television Awards.